# Theodor Kozlowski

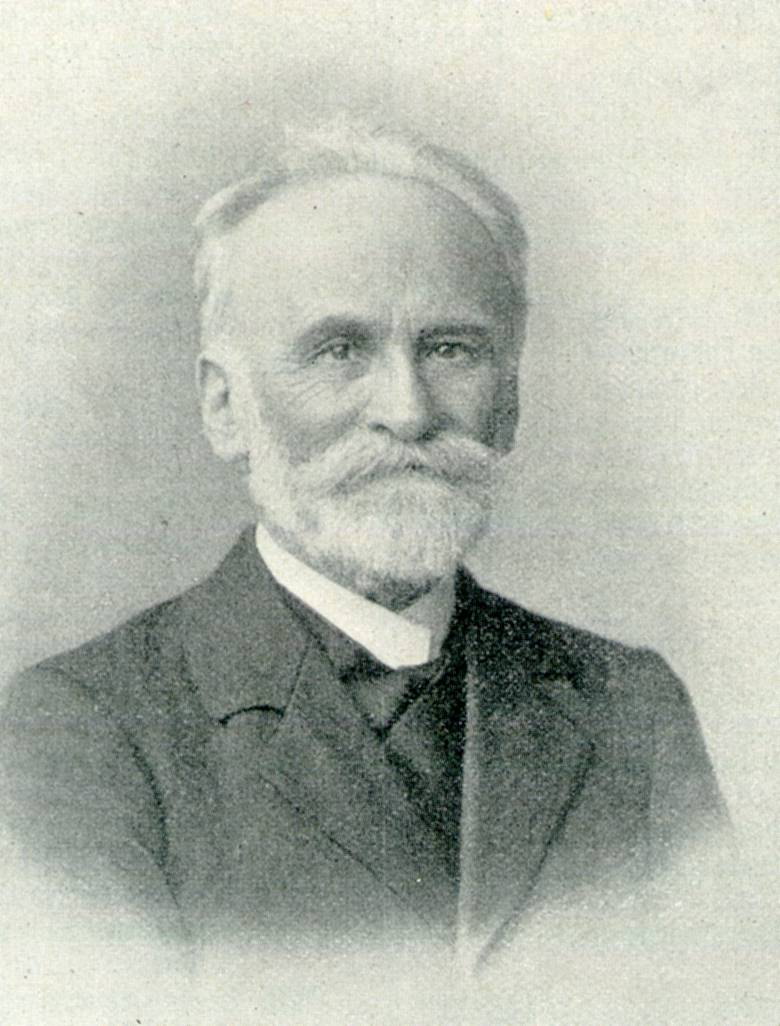
Theodor Kozlowski

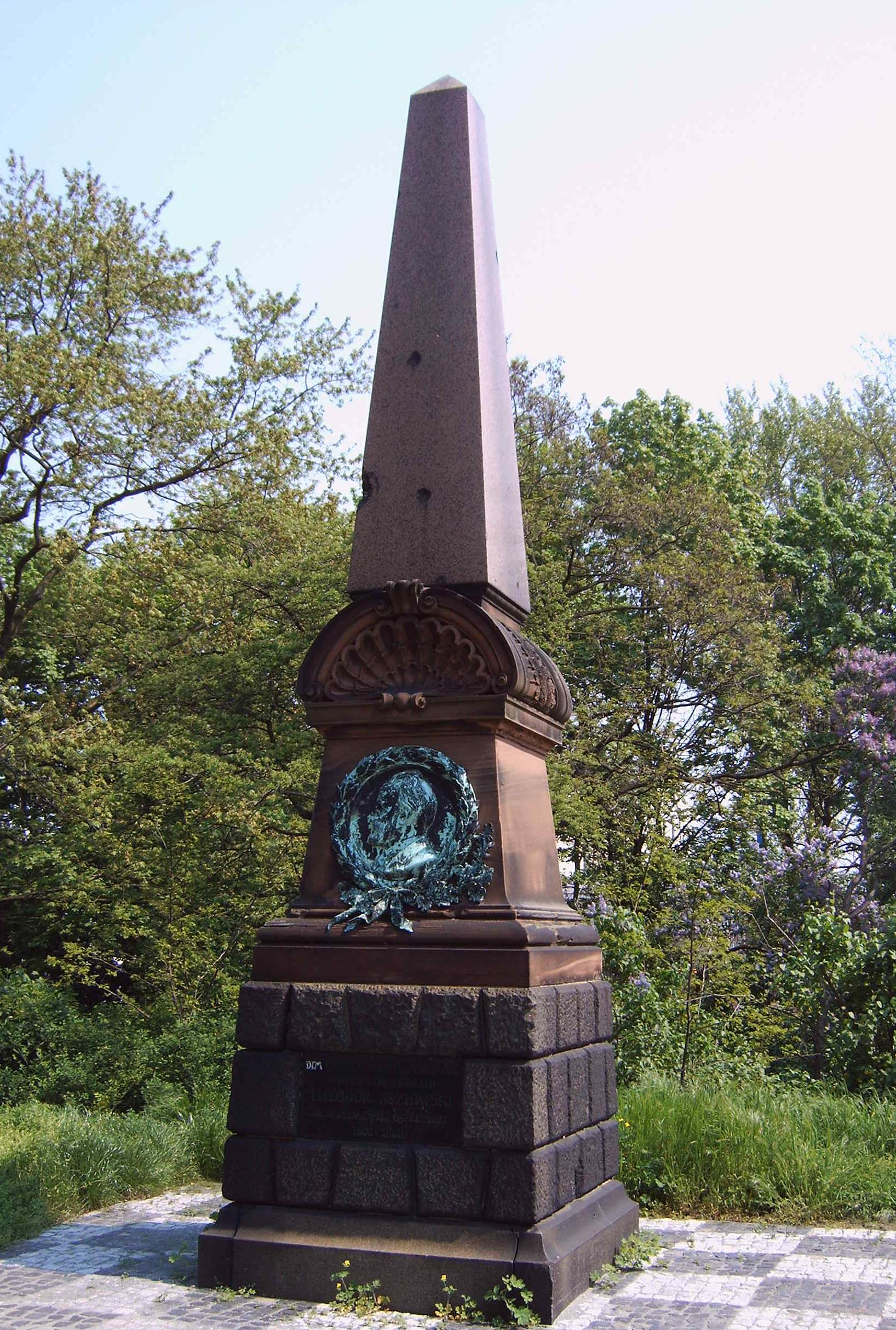
Kozlowski-Denkmal in Magdeburg

Theodor Kozlowski (* 5. Januar 1824 in Berlin; † 24. November 1905 in Eberswalde; vollständiger Name Paul Jakob Theodor Kozlowski) war ein deutscher Bauingenieur und preußischer Baubeamter, der das Amt des Elb-Strombaudirektors ausübte. Unter seiner Leitung erfolgten umfangreiche Strombaumaßnahmen in der Elbe.

## Leben
Theodor Kozlowski, zweiter Sohn eines Lehrers für Mathematik, legte am Berliner Gymnasium zum Grauen Kloster sein Abitur ab. Im Anschluss absolvierte er eine Lehre zum Feldmesser. In dieser Funktion war er 1845 an der Errichtung der Potsdam-Magdeburger Eisenbahn beteiligt. Von 1845 bis 1847 besuchte er die Allgemeine Bauschule in Berlin und wurde dort zum Land- und Wegebaumeister ausgebildet. Ab 1850 war er im Straßenbau tätig. Es folgten noch weitere Qualifizierungen. 1853 wurde er Landesbaumeister, 1855 Wasser- und Wegebaumeister und schließlich 1879 Eisenbahnbaumeister. Es erfolgte dann im März 1862 seine Berufung zum Bauinspektor. Zugleich wurde ihm die Leitung der Wasserbauinspektion Genthin übertragen. Hier oblag ihm die Projektierung des Ihlekanals und insbesondere der Schleusen Bergzow, Ihleburg und der ersten Schleuse Niegripp.
Kozlowski, der auch als Sachverständiger für Fragen des Hochbaus tätig war, wurde dann im April 1866 Direktor der Elbstrombaudirektion beim Oberpräsidenten in Magdeburg. Unter seiner Leitung fanden umfangreiche Baumaßnahmen statt, die der Mittelwasserregulierung in der Elbe und somit günstiger Fahrwassertiefen für die Schifffahrt dienten. Darüber hinaus wurde ihm die Leitung verschiedener weitere Wasserbaumaßnahmen übertragen. So leitete Kozlowski auch die Arbeiten am Stecknitzkanal im Herzogtum Lauenburg. Kozlowski setzte sich auch für die Einführung der durchgehenden Kettenschifffahrt auf der Elbe ein.
1880 wurde Kozlowski an das preußische Ministerium der öffentlichen Arbeiten in Berlin versetzt. Bis zu seinem Ruhestand am Jahresende 1898 blieb er in dieser Behörde tätig. Er trug zuletzt den Titel eines Geheimen Oberbaurats.

## Ehrung
Noch zu seinen Lebzeiten wurde Kozlowski im Juli 1900 von den Elbschiffern in Magdeburg-Werder das Kozlowski-Denkmal gesetzt. In späteren Jahren wurde ihm zu Ehren in Magdeburg eine Straße als Theodor-Kozlowski-Straße benannt.